# Adult Broadcasting Awards
Les Adult Broadcasting Awards (スカパー!アダルト放送大賞) sont une récompense attribuée aux programmes pornographiques diffusés par les antennes de télévision par satellite SKY PerfecTV!. Ses prix sont le pendant de ceux attribués par AV Open / AV Grand Prix pour les vidéos vendues dans des magasins spécialisés ou sur Internet.

## SKY PerfecTV!
SKY PerfecTV! (スカイパーフェクTV!) est une entreprise assurant des émissions de télévision par satellite occupant plusieurs canaux et comptant plus de 4 millions d'abonnés. Les propriétaires en sont les conglomérats japonais Itochu Corporation, Fuji Television et Sony Corporation regroupés au sein de SKY Perfect JSAT Corporation, holding qui comprend diverses autres sociétés spécialisées dans la télévision, le câble, les télécommunications et les satellites. Les émissions de SKY PerfecTV! couvrent les canaux 100 à 103 (Power Plat's), 110 à 114 (Perfect Choice), 371 (エンタ！371), 900 à 901 (sauf les canaux 908 et 909). Leurs émissions pornographiques s'étendent du canal Playboy au canal Dynamite TV 916 qui diffuse des vidéos de fétichisme sexuel.

## Prix2005
Les Adult Broadcasting Awards 2005 sont attribués pour les émissions de l'année 2004 sous le nom de CS (Communications par Satellite) Adult Awards 2004 (2004 ＣＳアダルト番組アワードで). Le jury est composé de 5 membres: l'écrivain et chroniqueur Kazuhisa Kimura, l'acteur et réalisateur IKKAN, la dessinatrice de mangas Mimei Sakamoto, l'acteur de films pornographiques Taka Kato et le journaliste du net Kemuta Otsubo.
La remise des prix a lieu au cours d'une cérémonie qui se tient au mois de février 2005. Le Grand Prix d'Excellence est attribué, à égalité, à trois concurrents, (Les chaines sont spécifiées à l'intérieur de crochets. Les titres en langue anglaise sont ceux qui figurent sur les emballages lorsqu'ils existent. Dans le cas contraire, il s'agit d'une traduction qui n'est pas toujours en rapport avec le titre en japonais)
Grand Prix du Jury pour une émission originale :
- Nao Oikawa - 及川奈央のファン感謝温泉バスツアー (Fan Appreciation Hot Springs Bus Tour) [Iyokan Tsushin - 916];

Prix d'Excellence pour une émission Originale :
- 週刊！女子アナ入浴ニュース (Weekly! Women's Bathing News) [Paradise TV - 913];
- ミッドナイトインタビュー7　谷ナオミ (Midnight 7 Interview with Naomi Tani) [Satellite Théâtre];
- 女が淫らになるテープ10淫獣はあいなのかまる～っ！ (Women Get Lewd 10) [Perfect Choice];

Grand Prix du Jury pour un programme :
- 女子十二尺棒～女子十二痴女・女子十二レズ・女子十二対男子十二壮絶二十四Ｐ (Twelve Slutty Lesbian Women Versus Twelve Men) [Queen Bee 911];

Prix d'Excellence pour un programme:
- よるとも＃7 (Yorutomo 7e épisode) [ENTA! 371];
- 愛しの人妻ペット (My Loving Pet Wife) [Milk - 906];
- 機内で犯される四人のスチュワーデス」（パワープラッツ (Four Stewardesses Raped in a Plane) [Power Plat's];

Grand Prix du Jury de la Meilleure actrice :
- Hikaru Koto: 淫らなほどに悩ましい (Indecent Attraction) [Rainbow Channel - 901];

Prix d'excellence - Meilleure actrice:
- Laurie Fetter: Playmate Profile [Playboy Channel - 900];
- Nao Oikawa: 及川奈央のウキウキウォッチング (Uki-Uki Watching) [Manzox Channel - 912];
- Sora Aoi: 蒼井そらCSオリジナル名場面賞」（スプラッシュ (Scenes from the Original CS Collection) [Splash - 907];

Prix d'excellence - Publicité :
- Paradise TV (913);

Prix de la Meilleure interprétation féminine sur une chaine :
- Mai Hagiwara (Cherry Bomb - 905-914-915);
- Sora Aoi (Splash - 907) ;
- Naho Ozawa (ENTA! 371) ;
- Kurumi Morishita (Non Stop - 917) ;
- An Namba (Queen Bee 911) ;
- Karen Kisaragi (Rainbow - 901) ;

## Prix2006
Les Adult Broadcasting Awards 2006 (日本アダルト放送大賞2006), attribués pour les émissions ayant eu lieu en 2005 sur les chaînes de SKY PerfecTV!, s'adressent à 31 chaînes diffusant 10 000 programmes pour adultes. Les prix sont décernés par le vote des téléspectateurs sur Internet.

### Nommés
Sont nommées pour le prix de la meilleure actrice, : Yua Aida, Mako Katase, Riko Tachibana, Sora Aoi, Minami Aoyama, Manami Amamiya, Hotaru Akane, Hime Kamiya, Nao, Nana Natsume, Honoka, Mihiro et Hitomi Hayasaka.
Les nommées pour le prix de la meilleure actrice « d'âge mûr » sont : Aki Tomosaki, Ayako Satonaka, Ayano Murasaki, ainsi que deux autres actrices.
S'ajoutent encore onze nominations pour le Meilleur programme et sept pour le meilleur programme original.

### Gagnants
Les gagnants sont proclamés lors d'une cérémonie de remise des prix qui a lieu au mois de Mars 2006,,.
Prix de la Meilleure Actrice:
- Yua Aida;

Prix de la Meilleure Actrice « d'âge mûr »:
- Aki Tomosaki

Prix du Meilleur Programme:
- ＳＯＤ的人生ゲーム２ (SOD and the Game of Life 2)

Prix de la programmation la plus originale:
- 如月カレンの超高級ソープ嬢 (Karen Kisaragi Super High Class Soap Girl)

## Prix2007
Les Adult Broadcasting Awards 2007 (日本アダルト放送大賞2007), en collaboration avec l' Eroide Onna Matsuri 2007 (EＲＯＩＤＥ女祭り２００) (Festival érotique féminin), a lieu le 15 mars 2007 et concerne les émissions de l’année 2006 sur SKY PerfecTV!. Une fois encore, plus de 10 000 programmes destinés aux adultes sont diffusés par les différents canaux de SKY PerfecTV! tout au long de l'année 2006. Les récompenses sont attribuées après avis d'un jury et par le vote des téléspectateurs sur le site officiel de SKY PerfecTV!.
Douze actrices sont nommées pour le prix de la Meilleure Actrice : Runa Akatsuki, Yuma Asami, Nana Otone, Mako Katase, Ai Takeuchi, Risa Coda, Riko Tachibana, Azumi Harusaki, Honoka, Miki Mizuasa (Miki Miasa), Yuuna Mizumoto et Emiru Momose.
Parmi les actrices « d'âge mûr » nommées, on trouve : Natsuko Kayama, Chisato Shoda, Rinko Nomiya, Arisa Matumoto et le "Kurabu Obanko" (おバン子クラブ) ("Club de Femmes Matures") sur Paradise TV.
La remise des prix a lieu dans un hôtel à Shibuya devant un parterre de 300 personnes dont des représentants de l'hebdomadaire pour hommes WEB et des différents médias ainsi que des journalistes japonais et étrangers,
Les gagnants des Adult Broadcasting Awards 2007 sont (les chaines sont spécifiées à l'intérieur de crochets. Les titres en langue anglaise sont ceux qui figurent sur les emballages lorsqu'ils existent. Dans le cas contraire, il s'agit d'une traduction qui n'est pas toujours en rapport avec le titre en japonais), :
Prix de la Meilleure Actrice:
- Honoka [Midnight Blue Channel]

Prix de la Meilleure Actrice « d'âge mûr »
- Chisato Shoda

Prix de l'Actrice vue le Plus Souvent
- Riko Tachibana [Flamingo]

À la suite de la remise des Adult Broadcasting Awards, le Festival Érotique Féminin organise un certain nombre de concours parmi les actrices présentes. Après une danse d'ouverture exécutée par le Club des Femmes Matures de Paradise TV, le « concours » débute par un quiz portant sur l'éducation sexuelle gagné par Nana Otone du Ruby Channel. Suit un concours de vigueur que Runa Akatsuki gagne en secouant sa poitrine 116 fois en 30 secondes. Le concours suivant consiste à enfourcher innocemment un godemichet électrique puis à simuler un orgasme. Il est gagné par Ai Takeuchi. L'épreuve de technique pour sucer un esquimau glacé est remporté par Natsumi de l'Obanka Club. Les actrices jettent leurs slips aux spectateurs pour clore la cérémonie.
Un certain nombre de prix sont décernés aux actrices dans le cadre du Festival érotique Féminin de cette cérémonie : prix de la Sveltesse (Risa Coda), prix de la Plus Belle Poitrine (Runa Akatsuki), prix du meilleur mannequin de charme (Emiru Momose), Prix Moe (Ai Takeuchi) et le prix Shiofuki remporté par Yui.

## Prix 2008
Les Adult Broadcasting Awards 2008 (日本アダルト放送大賞2008) ont également lieu en partenariat avec l‘Eroide Onna Matsuri (ＥＲＯＩＤＥ女祭り２００8) (Festival Érotique Féminin). Ils se sont tenus le 30 mars 2008 pour les programmes diffusés en 2007. Les récompenses, à la fois en fonction du vote des téléspectateurs sur le Site Officiel de SKY PerfecTV! et le vote d'un jury, intéressent un panel d'actrices et plus de 10 000 programmes diffusés par SKY PerfecTV! au cours de l'année précédente.
Onze actrices sont nommées pour le Prix de la Meilleure Actrice: Akane Mochida, Himata Seto, Miki Yamashiro, Nurie Mika, Akiho Yoshizawa, Nana Otone, Rio (Tina Yuzuki), Yuma Asami, Riku Shiina, Misa Kikouden et Kotone Aisaki. Cinq sont sélectionnées pour le Prix de la Meilleure Actrice « d'âge mûr »: Reiko Shimura, Rina Takakura, Kana Mochiduki, Yuki Matsuura and Mirei Tsubaki,
La cérémonie de remise des prix a lieu dans un hôtel situé à Shibuya devant un auditoire de 520 personnes.
Les gagnants du concours 2008 sont (Les chaines sont spécifiées à l'intérieur de crochets. Les titres en langue anglaise sont ceux qui figurent sur les emballages lorsqu'ils existent. Dans le cas contraire, il s'agit d'une traduction qui n'est pas toujours en rapport avec le titre en japonais),,:
Prix de la Meilleure Actrice
- Rio (Tina Yuzuki) [Cherry Bomb]

Prix de la Meilleure Actrice « d'âge mûr »
- Kana Mochiduki [Paradise TV]

Prix de l'Actrice Vue le Plus Souvent
- Yuma Asami [Quenn Bee 911]

Prix d'Excellence
- 柚木ティナ(Rio)「爽健美女」(Tina Yuzuki (Rio) Healthy Beauty) [Cherry Bomb]

Prix du Meilleur Programme
- 24時間テレビ　エロは地球を救う！２００７ (24 Hours Television Ero Saves the Earth) [ParadiseTV]

A nouveau, l' Eroide Onna Matsuri (ＥＲＯＩＤＥ女祭り２００8) (Festival Érotique Féminin) organise un concours de connaissance, de vigueur et de technique. Yuma Asami est la grande gagnante. La cérémonie se clôture par un lancer de slips en direction de l'assistance,.

## Prix2009
Le Site Officiel pour voter l‘Adult Broadcasting Awards 2009 concernant les émissions télévisées diffusées par SKY PerfecTV! en 2008 est ouvert
Prix de la meileure actrice
- Kirara Asuka

Prix de la meilleure nouvelle actrice
- Haruka Ito

Prix de la Meilleure Actrice « d'âge mûr »
- Emiko Koike

Prix du plus grand nombre d'apparition
- Chisato Shoda

Prix du meilleur programme
- Actualités language des signes nus (裸の手話辞典) avec Momo Kaede

Prix du meilleur programme HD
- Kirara la professionnelle du savon  (キララの凄テク★泡プロ 明日花キララ) avec Kirara Asuka

Prix du « gagnant EX »
- Orgasme continue  (イクガミ～それを受け取った者は24時間イカされまくる)

## Prix 2010
Personnalités gagnantes de 2010 :
Prix de la meileure actrice
- Saori Hara (Midnight Blue 902)[25]

Prix de la meilleure nouvelle actrice
- Shelly Fujii (Rainbow Channel 901)[26]

Prix de la Meilleure Actrice « d'âge mûr » 
- Natsumi Horiguchi (Perfect Choice 110–115)[27]

Prix Livedoor
- Maria Ozawa (Queenbee 911)

Prix Nikkan Gendai
- Risa Tsukino (Enta! 371)

Prix du meilleur programme
- Yuzuka Kinoshita – Nouvelle tête (新人 木下柚花舞い降りた巨乳天使) avec Yuzuka Kinoshita (Ruby Channel 904), réalisé par Maxing

Prix du meilleur programme HD
- La plus obscène du Japon, magnifique femme qui décide! (豪華淫乱！絶世の美女大集合！熟ユニバース) avec Riri Kouda, Kana Mochizuki et d'autres personnalités (Paradise TV Channel 946)

## Prix 2011
Prix de la meileure actrice
- Yuu Asakura (KMP Channel 911)[28]

Prix de la meilleure nouvelle actrice
- Ai Haneda (Perfect Choice 110–115)[29]

Prix de la Meilleure Actrice « d'âge mûr »
- Yū Kawakami (Perfect Choice 110–115)[30]

Prix du meilleur programme
- Magnifique étudiante lesbienne (美しき同窓生レズ, Utsukushiki dōsōsei rezu) avec Yumi Kazama et Misa Yuki (Zap TV), réalisé par Nadeshiko[31]

Prix du meilleur programme HD
- Nouvelles sans culotte (東京女子アナノーパンＮＥＷＳ, Tōkyō joshi ananōpan NEWS) avec Uta Kohaku (Paradise TV HD Channel 946)[32]

Prix Livedoor
- Jessica Kizaki (Cherry Bomb 905, 914, 915)[33]

Prix Tokyo Sports
- Azumi Harusaki (Manzox Channel 912)[34]

Prix Yukan Fuji
- Yayoi Yanagida (Power Plat 100–108)[35]

Prix Shukan Asahi Geino
- Tsubasa Amami (ENTA! 371)[36]

Prix du meilleur acteur
- Hiroshi Shimabukuro (島袋 浩) (for his contributions to the adult video industry over many years)

## Prix 2012
Prix de la meileure actrice
- Kokomi Naruse[37]

Prix de la meilleure nouvelle actrice
- Kana Yume[37]

Prix de la Meilleure Actrice « d'âge mûr »
- Maki Hojo[37]

Prix du meilleur film
- Shiori Kamisaki (Shiori Kamisaki G cups Ultra Graces, k.m.p.)[37]

Prix FLASH
- Tsukasa Aoi[37]

Prix Livedoor
- Kirioka Satsuki[37]

Prix Yukan Fuji
- Hatsuki Nozomi[37]

Prix Cyzo
- Chika Eiro[37]

Prix Nikkan Gendai
- Kokomi Naruse[37]

## Prix 2013
Prix de la meileure actrice
- Haruki Satō[38]

Prix de la meilleure nouvelle actrice
- Mana Sakura[38]

Prix de la Meilleure Actrice « d'âge mûr »
- Akari Hoshino[38]

Prix du meilleur programme
- Masochiste et lascive madame Akiho Yoshizawa (イキまくる妄想変態オンナ明歩の飽くなき性欲！！, Akiho Yoshizawa doemu jibaku chijo) mettant en avant Akiho Yoshizawa (Playboy Channel HD), réalisé par Maxing[38]

Prix FLASH
- Mana Sakura[38]

Prix SPA!
- Yui Fujishima[38]

Prix Yukan Fuji
- Shiori Kamisaki[38]

Prix Cyzo
- Haruki Satō[38]

Prix Tokyo Sports
- Hibiki Ōtsuki[38]

## Prix 2014
Le SKY! Adult Broadcasting Awards (スカパー！アダルト放送大賞2014), a célébré son 10ème anniversaire cette année.
Prix de la meileure actrice
- Yui Hatano

Prix de la meilleure nouvelle actrice
- Marina Shiraishi

Prix de la Meilleure Actrice « d'âge mûr »
- Kimika Ichijō

Prix du meilleur programme
- Magnifiques filles ensemble Ecchicchi (美少女ふたりでエッチッチ！) mettant en avant Ai Uehara et Wakaba Onoue (réalisé par ZAMPA) par le studio kawaii

SKY! Sur demande prix Web et prix FLASH
- Saki Hatsumi

Prix Shukan Taishu
- Nono Mizusawa

Prix Yukan Fuji
- Yui Hatano

Prix Cyzo
- Kimika Ichijō

Prix Tokyo Sports
- Marina Shiraishi

## Prix 2015
Cette édition a eu lieu à Tokyo le 3 mars,.
Prix de la meileure actrice
- Mana Sakura

Prix de la meilleure nouvelle actrice
- Moe Amatsuka

Prix de la Meilleure Actrice « d'âge mûr »
- Ayumi Shinoda

Prix de la meilleure photo
- Very horny slut and a cute, perverted but shy lesbian (こりゃたまらん！可愛い変態の萌え照れレズ) starring Chika Arimura & Saki Hatsumi from the h.m.p studio

SKY! Sur demande prix Web et prix FLASH
- Nono Mizusawa

Prix du meilleur acteur
- Ken Shimizu

Prix FLASH
- Mana Sakura

Prix Shukan Taishu
- Erika Kitagawa

Prix Yukan Fuji
- Ayumi Shinoda

Prix Cyzo
- Kizuna Sakura

Prix Tokyo Sports
- Chika Arimura

## Prix 2016
En 2016 a eu lieu la 12ème édition.
Prix de la meileure actrice
- Saki Hatsumi

Prix de la meilleure nouvelle actrice
- ChiNa Matsuoka

Prix de la Meilleure MILF
- Hiroki Narimiya

Best Works
- Saki Hatsumi

Prix Saizo
- Sakurai Ayu

Prix FLASH
- ChiNa Matsuoka

Actrice populaire de la semaine
- Natsuko Kayama

## Prix 2017
En 2017 a eu lieu la 13ème édition.
Meilleure actrice
- AIKA

Meilleure nouvelle actrice
- Kana Momonogi

Meilleure MILF
- Hazuki Nozomi

Meilleure travail
- Yua Mikami

SKY Perfect sur Demand Adult Award
- Riku Minato

Prix du mérite
- Akira Nakao

Prix Tokyo Sports
- Kana Momonogi

Actrice populaire de la semaine
- Mirei Yokoyama

Prix Saizo
- Iori Kogawa

Prix FLASH
- Yua Mikami

## Prix 2018
En 2018 a eu lieu la 14ème édition.
Meilleure actrice
- Moe Amatsuka

Meilleure nouvelle actrice
- Noa Eikawa

Meilleure MILF
- Ian Hanasaki

Meilleure travail
- Kurea Hasumi

SKY Perfect sur Demand Adult Award
- Mao Kurata

Prix du plus grand nombre d'apparition
- Yui Hatano

Prix Tokyo Sports
- Ian Hanasaki

Prix FLASH
- Masami Ichikawa

Actrice populaire de la semaine
- Moe Amatsuka

## Prix 2019
En 2019 a eu lieu la 15ème édition,.
Meilleure actrice
- Makoto Toda

Meilleure nouvelle actrice
- Mahiro Tadai

Meilleure MILF
- Ayano Kato

Meilleure travail
- Ayaka Tomoda

SKY Perfect sur Demand Adult Award
- Ayumi Kimito

Most Appearances Award
- Yui Hatano

Prix Tokyo Sports
- Yu Shinoda

Prix FLASH
- Makoto Toda

Actrice populaire de la semaine
- Akari Mitani

## Prix 2020
En 2020 a eu lieu la 16ème édition. La cérémonie s'est déroulé sans spectateurs.
Meilleure actrice
- Kizuna Sakura

Meilleure nouvelle actrice
- Manami Oura

Meilleure MILF
- Maiko Ayase

SKY Perfect sur Demand Adult Award
- Yuna Ogura

Prix Darake!
- Hikaru Konno

## Prix 2021
L'édition 2021 a été annulé en raison de la pandémie du COVID-19.

## Prix 2022
En 2022 a eu lieu la 18ème édition toujours sans spectateurs dû à la pandémie de COVID-19 encore présent dans le pays.
Actrice la plus populaire
- Ai Hongo

Actrice la plus Intelligente
- Meru Ito

Actrice la plus technique
- Ai Hongo

EX Girls
- Yui Hatano
- Yu Shinoda
- Ai Hongo

## Prix 2023
En 2023 a eu lieu la 19ème édition,.
EX Girls
- Hibiki Natsume
- Nozomi Arimura
- Chiharu Miyazawa

## Prix 2024
En 2024 a eu lieu la 20ème édition.
EX Girls
- Yoshine Julia
- Morisawa Kana
- Akari Niimura
- Kawakami Yuu